# Russula subsect. Chamaeleontinae
Russula subsect. Chamaeleontinae ist eine Untersektion aus der Gattung Russula, die innerhalb der Sektion Lilaceae steht.

## Merkmale
Die Untersektion enthält meist kleine und nur selten mittelgroße Arten. Das Fleisch ist weich bis zerbrechlich und völlig mild. Der Hutrand ist mehr oder weniger glatt und nur im Alter deutlicher gerieft. Die Huthaut lässt sich oft weit abziehen. Die Hüte sind gelb bis rot gefärbt oder weisen zusätzlich grünliche bis violette Hutfarben auf. Das Sporenpulver ist gelb.
In der Huthaut lassen sich inkrustierte Primordialhyphen (säureresistente äußere Inkrustierung) nachweisen, die Hyphen sind schlank und dünn und etwa 5 µm breit. Pileozystiden fehlen oder sind nur schwer zu erkennen, die Sulfo-Benzaldehydreaktion ist immer negativ. Die Hyphen-Endzellen der Huthaut sind keulig oder mehr oder weniger kopfig. Laticiferenartige Elemente im Stiel reagieren mit Sulfobenzaldehyd.
Die Typart ist Russula risigallina, der Wechselfarbige Dotter-Täubling.

### Systematik
In Romagnesi Klassifikationssystem hat das Taxon Chamaeleontinae den Rang einer Sektion und steht neben den Amethystinae und Ochroleucinae innerhalb der Untergattung Incrustatula.

Bei Sarnari stehen die Chamaeleontinae als Untersektion innerhalb der Sektion Amethystinae, die den gelbsporigen Vertretern aus Romagnesis Untergattung Incrustatula entspricht. Schwesterntaxa sind die Untersektionen Amethystinae, die Integroidinae und die Olivaceinae. Allgemein kann man sagen, dass die Arten mit echten inkrustierten Zellen in der Huthaut alle mehr oder weniger miteinander verwandt sind. 
| Deutscher Artname                                                         | Wissenschaftlicher Artname | Autor                 |
| ------------------------------------------------------------------------- | -------------------------- | --------------------- |
| Glänzendgelber Dotter-Täubling                                            | Russula acetolens          | Rauschert (1989)      |
| Ockersporiger Speisetäubling                                              | Russula medullata          | Romagn. (1997)        |
| Vielfarbiger Täubling*                                                    | Russula multicolor         | (1877)                |
| Olivgrüner Dotter-Täubling                                                | Russula postiana           | Romell (1912)         |
| Ockerblättriger Zinnober-Täubling                                         | Russula pseudointegra      | Arnaud & Goris (1907) |
| Wechselfarbiger Dotter-Täubling                                           | Russula risigallina        | (Batsch) Sacc. (1915) |
| Rosastieliger Täubling *                                                  | Russula roseipes           | Secr. ex Bres. (1881) |
| Falscher Frauen-Täubling                                                  | Russula subcompacta*       | Britzelm. (1885)      |
| Mit einem Stern (*) gekennzeichnete Arten sind nicht allgemein anerkannt. |                            |                       |